# P-CAD
P-CAD — система автоматизированного проектирования электроники (EDA), последняя версия которой принадлежит компании Altium. Предназначена для проектирования многослойных печатных плат вычислительных и радиоэлектронных устройств. В 2002 году в России P-CAD являлась наиболее популярной EDA.
В состав P-CAD входят два основных модуля — P-CAD Schematic (графический редактор принципиальных электрических схем) и P-CAD PCB (графический редактор печатных плат), а также ряд других вспомогательных программ.
Компания несколько раз перепродавалась. Сейчас владельцем торговой марки является австралийская компания Altium. После выпуска последней версии системы компания Altium официально заявила о прекращении разработки данного продукта. 30 июня 2008 года была прекращена поддержка. Для замены этой системы компания Altium предлагает систему Altium Designer.
1. Методическое пособие: «Проектирование печатных плат в САПР P-CAD-2002». Санкт-петербургский государственный университет информационных технологий, механики и оптики. 2007 г.